# Конотоп Віктор Якович
Віктор Якович Конотоп (? — розстріляний 1937, місто Сталіно, тепер Донецьк) — український радянський діяч, голова Бердичівського і Проскурівського окружних виконавчих комітетів, голова Сталінської міської ради.

## Біографія
Член РСДРП(б) з 1917 року.
На 1925—1927 роки — завідувач організаційно-інструкторського відділу Всеукраїнського ЦВК (ВУЦВК).
У березні 1929 — червні 1930 року — голова виконавчого комітету Бердичівської окружної ради.
У червні — вересні 1930 року — голова виконавчого комітету Проскурівської окружної ради.
У 1930—1932 роках — голова Миколаївської міської ради.
13 березня 1932 — 3 лютого 1933 року — заступник народного комісара землеробства Української РСР.
У 1933—1935 роках — голова Сталінської міської ради Донецької області.
1937 року заарештований органами НКВС. 1937 року засуджений до смертної кари, розстріляний в місті Сталіно.